# Городнянский парк
Городнянский парк (укр. Городнянський парк) — парк-памятник садово-паркового искусства местного значения, расположенный на территории Городни (Городнянский район, Черниговская область). Площадь — 10 га.

## История
Парк был заложен в 1965 году.
Парк-памятник садово-паркового искусства был создан решением Черниговского облисполкома от 10.06.1972 №303. Также упоминается в решениях Черниговского облисполкома от 04.12.1978 №529, от 27.12.1984 №454, от 28.08.1989 №164.

## Описание
Расположен в границах города Городня: севернее улицы 40-лет Победы. К 16 октября 2019 года были обустроены дорожки с твёрдым покрытием в парке. 

## Природа
Здесь растёт около 120 видов и форм деревьев и кустарников из различных природных зон.